# Jacques-Louis Soret
Pour les articles homonymes, voir Soret.
Jacques-Louis Soret, né à Genève le 30 juin 1827 et mort dans la même ville le 13 mai 1890, est un physicien et chimiste suisse.

## Biographie
Né à Genève, il est le fils du négociant Nicolas Soret (1797-1871) et de Jenny Odier, et le neveu du minéralogiste Frédéric Soret (1795-1865).
Il fait ses études à l'Académie de Genève (1847-1852), où il est notamment l'élève du physicien Elie-François Wartmann et du chimiste Jean Charles Galissard de Marignac, puis à Paris (1852-1853), où il fréquente l'École polytechnique ainsi que le cours de physique d'Henri Victor Regnault au Collège de France. 
De retour à Genève, il devient professeur de physique et de chimie au Gymnase libre (1853-1866), puis chargé de cours à l'Académie de Genève (1866-1876). En 1868, il devient administrateur de l'Usine à gaz de Genève. En 1876, lors de la transformation de l'Académie en Université, il accède à la chaire de physique médicale. 
Il est surtout connu pour avoir identifié l'holmium avec son compatriote Marc Delafontaine en 1878, mais on lui doit également l'identification de la structure triatomique de l'ozone à la suite d'un séjour dans le laboratoire de Robert Wilhelm Bunsen à Heidelberg. Il contribua également à la mesure de la constante solaire et de la température du Soleil.
Son fils Charles Soret (1854-1904) est également un physicien et chimiste reconnu.